# Радянське право
«Радя́нське пра́во» — місячник (до 1963 двомісячник), єдиний правничий журнал, який існував у Радянській Україні, орган Міністерства юстиції, Верховного суду і Прокуратури УРСР та Інституту держави і права АН УРСР.
Виходив з 1958 у Києві; головний редактор В. Зайчук, з 1964 — Д. Панасюк. Крім загально-політичних статей журнал містив статті з історії і теорії радянської держави та права, судово-слідчої та адвокатської практики, деякі тексти кодексів і законів УРСР, постанов Верховного Суду УРСР, правні консультації, хроніку, рецензії та бібліографію правничої літератури. У цілому журнал був інтерпретатором партійної лінії на відтинку права.